# Site archéologique de Wanggung-ri

Le site archéologique de Wanggung-ri recouvre le deuxième palais royal de la période Sabi (la période ou Sabi, l'actuelle Buyeo, était la capitale, soit de 538 à 660) du royaume de Baekje. Il se trouve dans le village de Wanggung (왕궁리), à 9 km du centre d'Iksan, une ville qui est réputée avoir été auparavant la capitale de la confédération de Mahan et située dans le Sud-Ouest de la péninsule coréenne. Il est enregistré en tant que site historique no 408 pour la Corée du Sud depuis le 17 septembre 1998 et est classé dans la liste du patrimoine mondial de l'UNESCO depuis 2015 dans le groupe des aires historiques de Baekje. La construction la plus remarquable est une pagode en pierre à cinq étages datant probablement du début de la période Koryo (Xe siècle). Le site protégé couvre une surface de 12,35 hectares.

## Histoire
Le palais a été construit lorsque le roi Mu décide de faire d'Iksan sa deuxième capitale. Après la chute de Baekje, à partir du milieu du VIIe siècle, il a servi de temple bouddhique. Les fouilles archéologiques ont commencé en 1989, 24 campagnes ont été effectuées jusqu'en 2013 et ont permis de mettre au jour 9 000 objets (des éléments en verre, en or, en poterie ou en céladon ainsi que des tuiles, certaines portant des caractères chinois). En 2008, un musée a été ouvert juste au sud du site afin de présenter les découvertes. Le nombre de visiteurs est passé de 305 000 en 2008 à 472 000 en 2012.

## Description
Le site d'origine correspond à un palais royal de Baekje qui reprend les caractéristiques des palais de Chine et du Japon. Il se trouve dans une plaine située au sud des collines Mireuksan et Yonghwasan et est actuellement directement bordé par la route nationale 1. Le terrain a été entièrement nivelé lors de la construction du palais et les différents bâtiments ont été construits sur des plateformes surélevées.
Il était entouré par un mur de 490 m de long, 234 m de large et de 3 à 3,6 m d'épaisseur avec trois portes d'entrée du côté sud. Il encadrait quatorze bâtisses], dont un grand bâtiment (35 × 18,3 m) considéré comme étant le palais officiel. Les bâtiments résidentiels se trouvaient au sud, la partie nord incluait un jardin avec des paysages miniatures et des jeux d'eau ainsi que des ateliers, en particulier pour la céramique, l'or, le verre et le cuivre comme l'attestent les pièces découvertes et la présence de creusets et de tuyères. Les artisans résidaient dans l'enceinte du palais. Trois grandes latrines (10,8 m de long, 1,8 m de large, 3,4 m de profondeur) ont également été retrouvées au sud de l'atelier,. Une analyse de six échantillons de bois a montré que du chêne, du châtaignier crénelé et du Platycarya strobilacea avaient été utilisés.

## La pagode

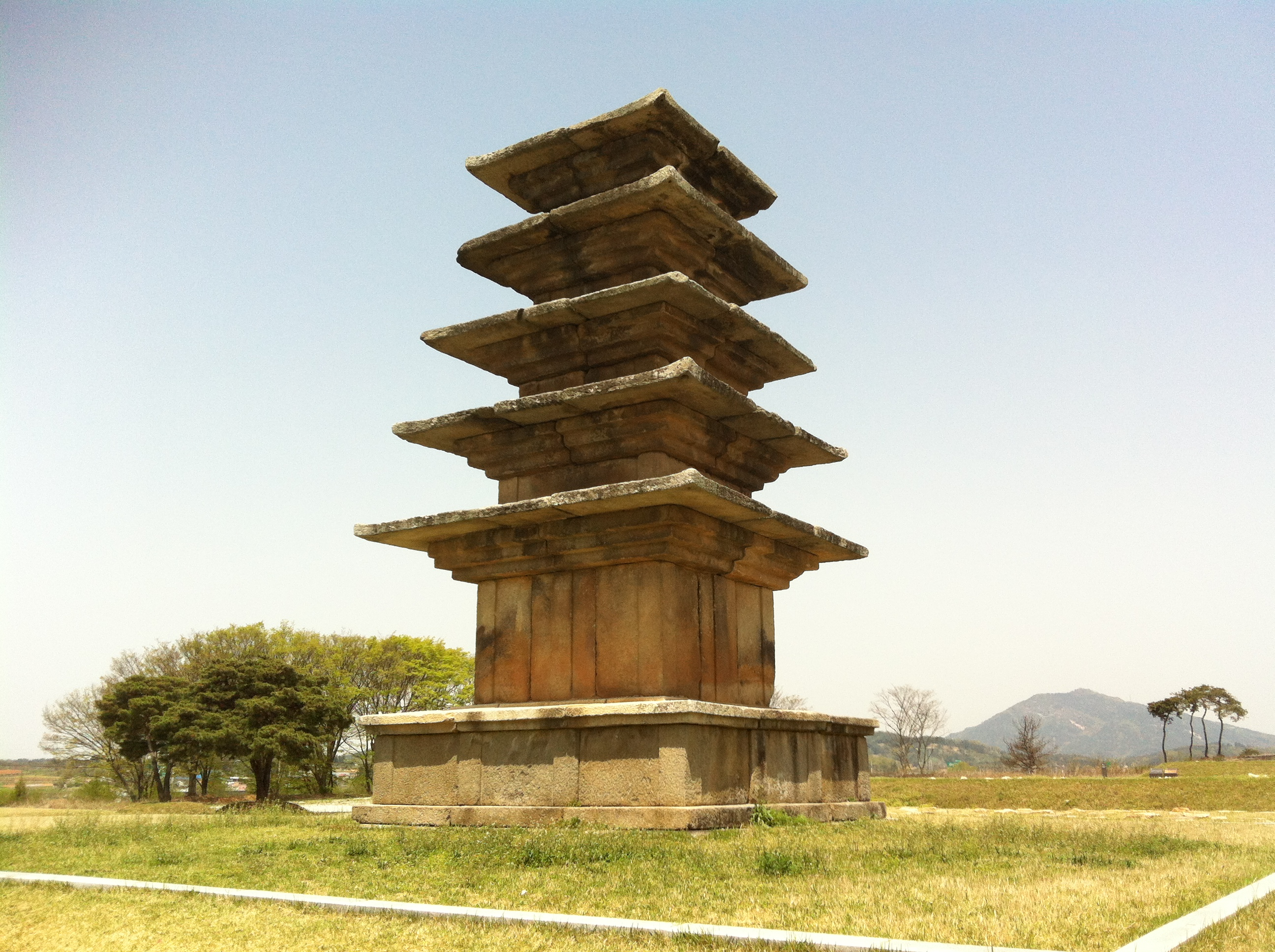
La pagode

La pagode de pierre à cinq étages de Wanggung mesure 8,5 mètres. Elle a été désignée trésor national n° 289. À l'intérieur, des reliques (trésors nationaux no 123) datant de la dynastie Koryo ont été retrouvées, en particulier le Sarirangeomgu, un coffret abritant des sariras de Bouddha contenues dans une fiole verte avec un bouchon en forme de lotus, un Bouddha en bronze avec une mandorle et le Sungeumgeumganggyeongpan qui contenait 19 plaques du sutra du Diamant. Ces objets ont été retrouvés en 1965 lors du démontage et de la restauration de la pagode, ils sont exposés au musée national de Jeonju.

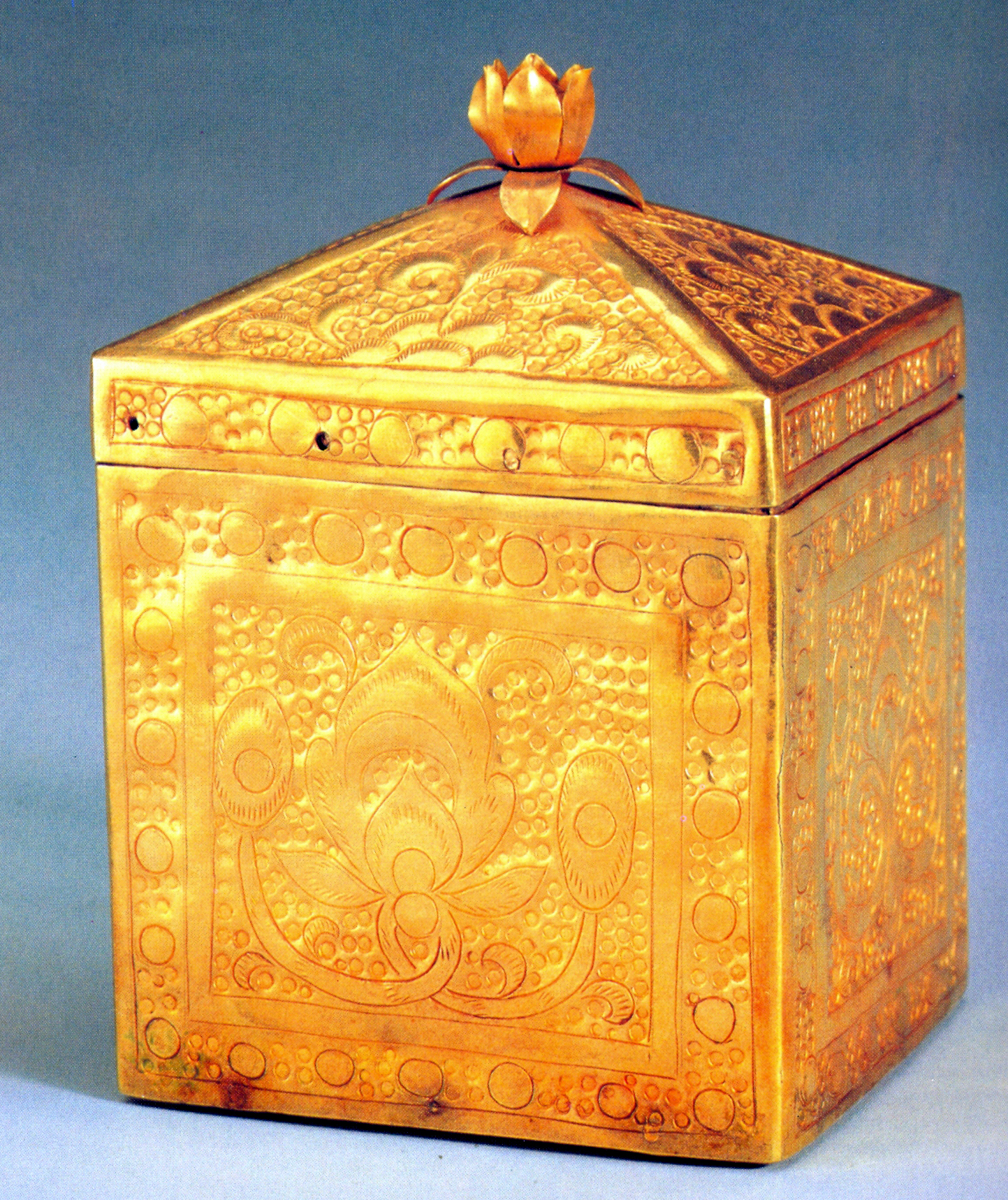
Sarirangeomgu
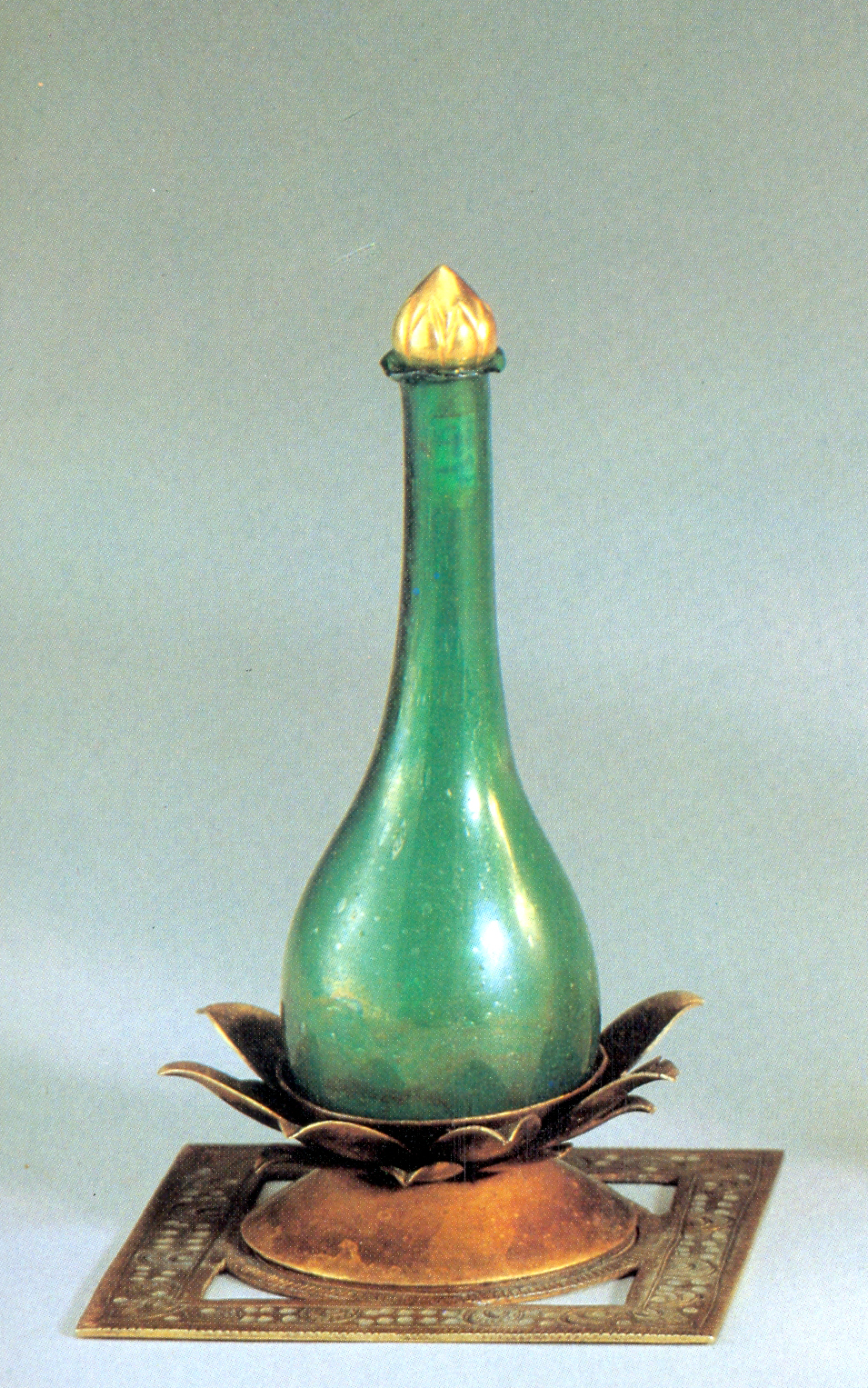
Reliquaire des sariras
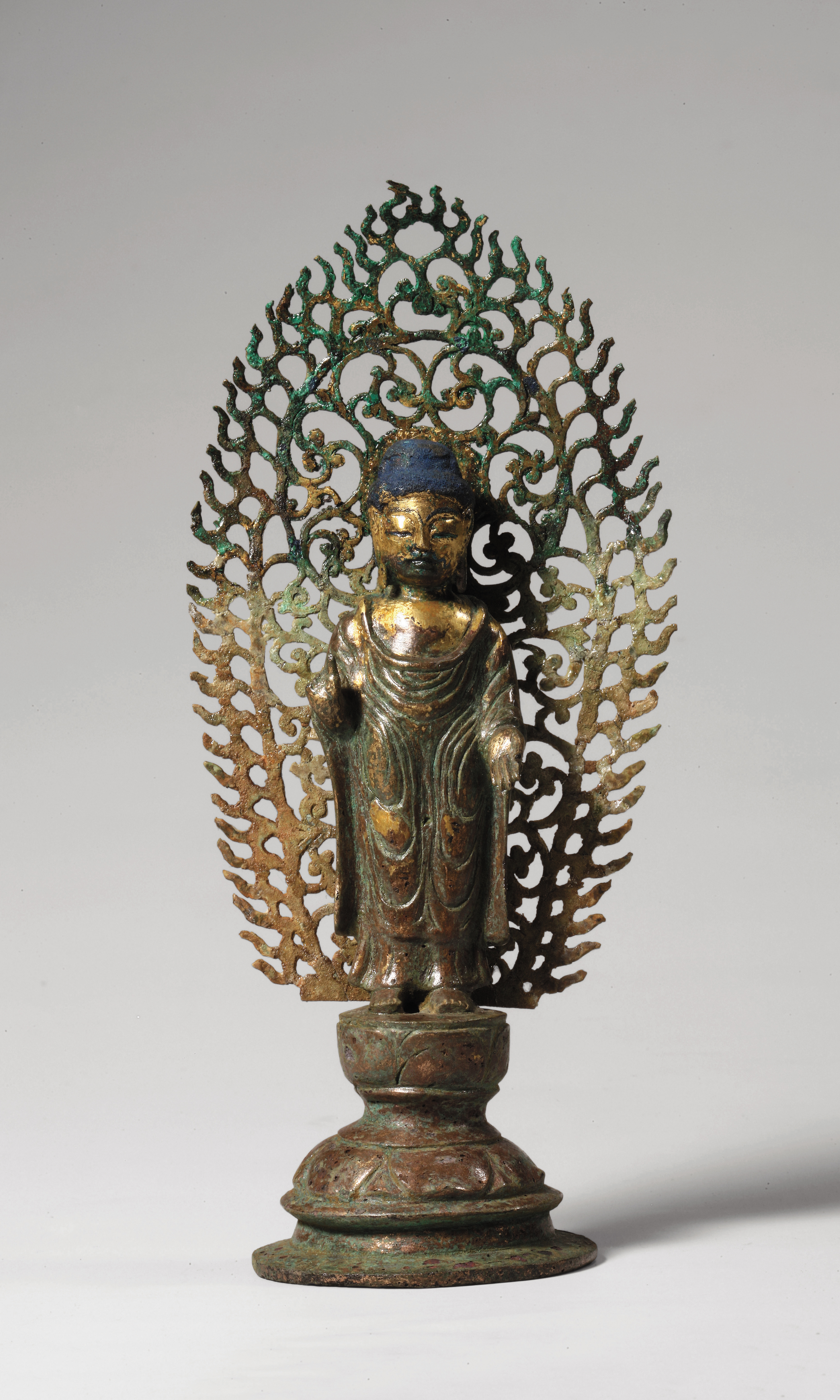
Bouddha en bronze
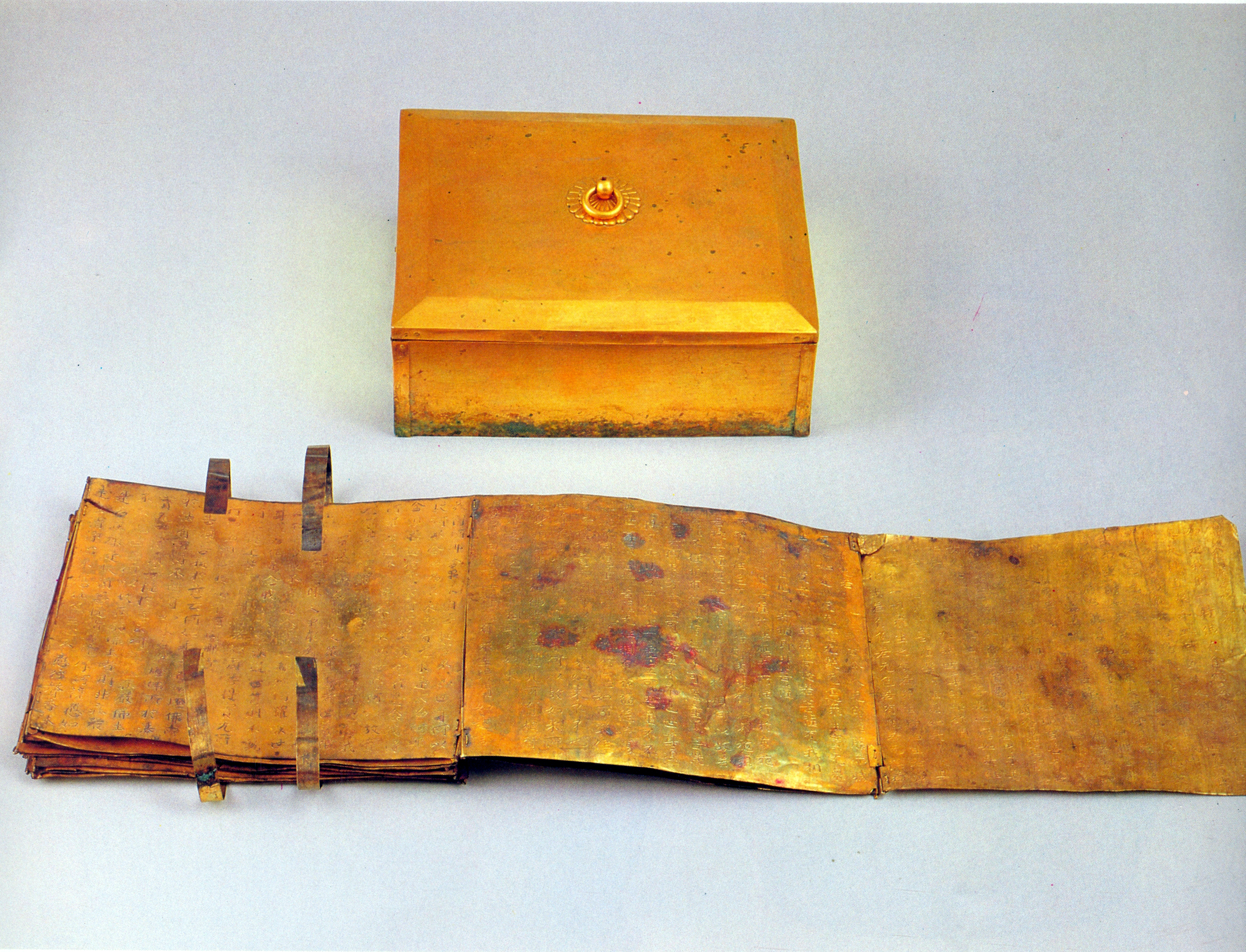
Geumganggyeong